# BE WITH YOU
《BE WITH YOU》，是日本樂團GLAY的第15張單曲。1998年11月25日發行。

## 簡介
在前作《誘惑》和《SOUL LOVE》同時發售之後7個月發行這張單曲。
由於編曲方面十分困難，TAKURO一度打算放棄這首歌。但歌曲完成之後，TAKURO多次自信表示這首歌是「自己最高的傑作」。
被用作常盤貴子、佐藤浩市主演的富士電視台電視劇《小報急先鋒》的主題曲。
據《UTABAN》（1999年2月9日播放）報導，這首歌在西日本非常受歡迎。
單曲發行後連續兩週成為Oricon公信榜冠軍。總銷量達117.3萬張，連續四張單曲銷量突破百萬，是1999年度日本單曲銷量第8位，歷代單曲銷量第157位。
PV取景於美國紐約曼哈頓下區Cortlandt Alley。

## 收錄曲目
1. BE WITH YOU
作詞、作曲：TAKURO；編曲：GLAY、佐久間正英
富士系電視劇《小報急先鋒》的主題曲
2. 毒ROCK（毒ロック）
作詞：HISASHI；作曲：TAKURO；編曲：GLAY、佐久間正英
3. Strawberry Shake～It's dying It's not dying（ストロベリーシェイク～It's dying It's not dying）
  - 「Strawberry Shake」（ストロベリーシェイク）
    - 作詞、作曲：JIRO；編曲：GLAY、佐久間正英

  - 「It's dying It's not dying」
    - 作詞、作曲：TAKURO；編曲：GLAY、佐久間正英

在一首曲目中安排兩首歌。
4. BE WITH YOU (instrumental)